# 滋賀県道281号川合千田線
滋賀県道281号川合千田線（しがけんどう281ごう かわいせんだせん）は、滋賀県長浜市を通る一般県道である。

## 概要
長浜市木之本町川合から長浜市木之本町千田に至る。
国道303号バイパスの補助的な役割を果たしている。

### 路線データ
- 起点：長浜市木之本町川合（国道303号交点、滋賀県道285号中河内木之本線終点）
- 終点：長浜市木之本町千田（石作神社前交差点、国道8号交点）
- 総延長：4.0 km

## 路線状況

### バイパス
- 長浜市木之本町古橋

### 重複区間
- 国道365号（長浜市木之本町田部 - 長浜市木之本町田部・田部交差点）

### 道路施設

#### 橋梁
- 井明神川橋（高時川、長浜市）

## 地理

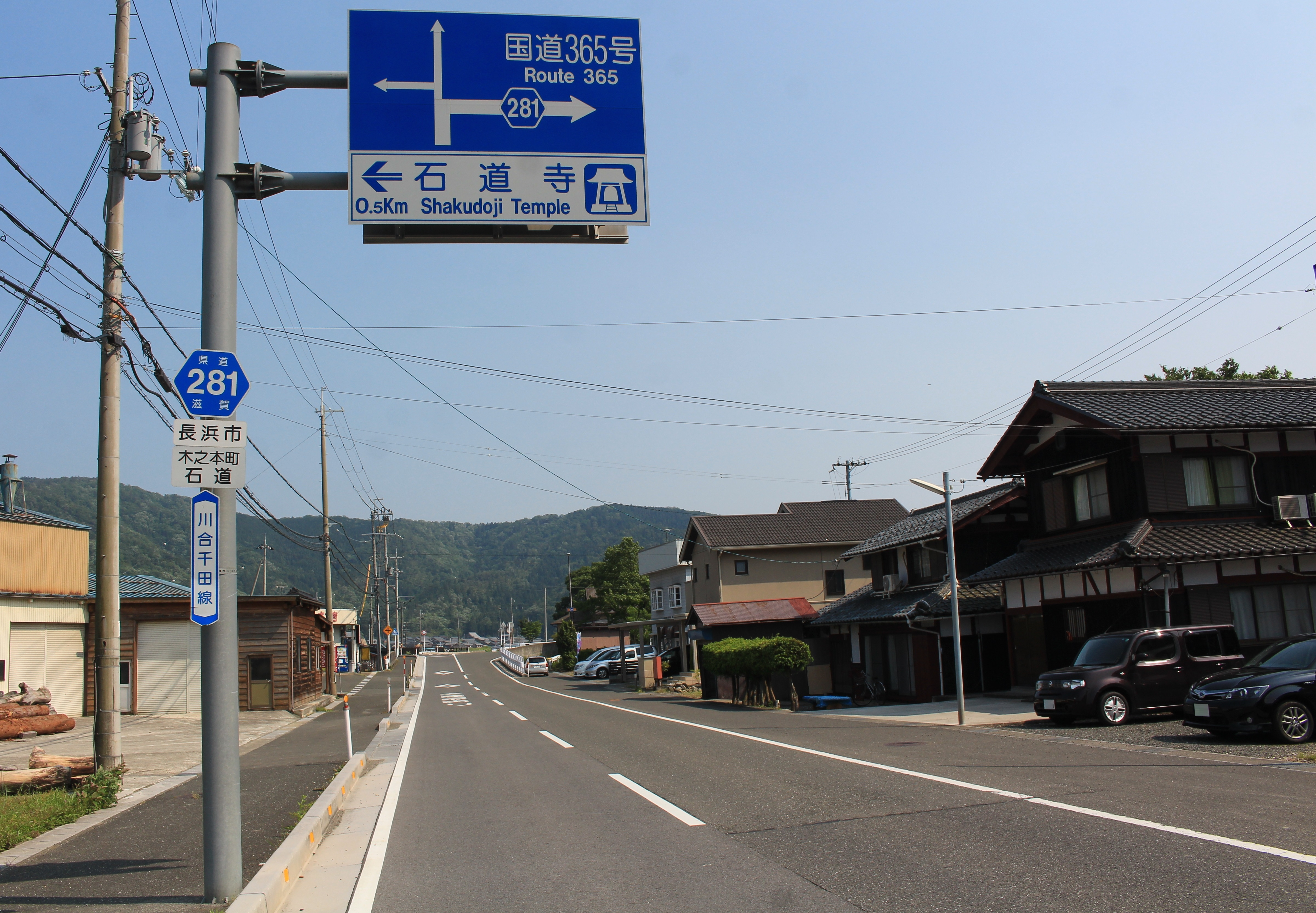
滋賀県道281号川合千田線
長浜市木之本町石道

### 通過する自治体
- 長浜市

### 交差する道路
| 交差する道路                          | 交差する場所 | 交差する場所            |
| ------------------------------------- | ------------ | ----------------------- |
| 国道303号 滋賀県道285号中河内木之本線 | 木之本町川合 | 起点                    |
| 滋賀県道332号木之本高月線             | 木之本町石道 |                         |
| 国道365号 重複区間起点                | 木之本町田部 |                         |
| 国道365号 重複区間終点                | 木之本町田部 | 田部交差点              |
| 国道8号                               | 木之本町千田 | 石作神社前交差点 / 終点 |

### 交差する鉄道
- 北陸本線

### 沿線
- 長浜市立高時保育園
- 與志漏神社
- 長浜市立高時小学校
- 立法寺
- 滋賀県立伊香高等学校 千田農場
- 石作神社・玉作神社